# Диас Пиментель, Каролина
Каролина Диас Пиментель (исп. Carolina Díaz Pimentel; 9 января 1993, Перу) — перуанская журналистка и активистка в области психического здоровья. Как репортёр освещает вопросы, связанные с психическим здоровьем и нейроразнообразием. Как активистка основала блог Morethan Bipolar и была соучредительницей Перуанской нейродивергентной коалиции (CNP). В ноябре 2023 года она была названа одной из 100 женщин Би-би-си.

## Биография
Диас феминистка. Когда ей было 29 лет, ей поставили диагноз аутизм, кроме этого у неё биполярное расстройство второго типа. Диас основала несколько некоммерческих организаций, такие как Peruvian Neurodivergent Coalition, More than Bipolar и Atypical Project. Диас — стипендиат Розалин Картер и лауреат Пулитцеровского центра. В ноябре 2023 года она была включена в список 100 женщин Би-би-си.